# کاترینا دیکیدژی
کاترینا دیکیدژی (اوکراینی: Катерина Дікіджі؛ زادهٔ ۱۱ ژوئیهٔ ۱۹۹۱) ورزشکار ورزش شنا اهل اوکراین است.
وی در مسابقات کشوری و بین‌المللی در مجموع برندهٔ ۲ مدال طلا شده‌است.